# Sven Ottke
Sven Ottke (Spandau, 3 giugno 1967) è un ex pugile tedesco, conosciuto come Il Fantasma, vincitore di un titolo mondiale IBF nel 1998 e WBA nel 2003.
È stato il primo europeo a ritirarsi come campione del mondo imbattuto. Dopo di lui ci furono Terry Marsh e Joe Calzaghe.

## Carriera da dilettante
Dopo aver subito alcune critiche per aver cominciato tardi l'attività pugilistica, divenne campione tedesco nel 1985 a soli 18 anni. Nel 1989 conquistò la medaglia di bronzo ai mondiali di Mosca dopo aver partecipato nel 1988 alle Olimpiadi di Seul. Nel 1991 e nel 1996 vinse l'oro agli europei di Göteborg e Vejle e il bronzo a Bursa 1993. Partecipò anche alle Olimpiadi di Barcellona nel 1992 e ad Atlanta 1996.
La sua carriera da dilettante terminò nel 1997. Concluse la carriera con un mostruoso record di 256 - 47 - 5.

## Palmarès da dilettante
- 1985- Campione della Germania Est.
- 1989- Campione tedesco dilettanti.
- 1989- Bronzo ai Mondiali di Mosca.
- 1990- Campione tedesco dilettanti.
- 1991- Campione tedesco dilettanti.
- 1991- Oro agli Europei di Göteborg.
- 1992- Campione tedesco dilettanti.
- 1993- Campione tedesco dilettanti.
- 1993- Bronzo agli Europei di Bursa.
- 1995- Campione tedesco dilettanti.
- 1996- Campione tedesco dilettanti.
- 1996- Oro agli Europei di Vejle.

## Carriera da professionista
Dopo circa un anno dal debutto nel professionismo, Sven Ottke vinse il titolo mondiale IBF battendo ai punti Charles Brewer che difese fino al 2004. Nel 2003 raggiunse l'apice della sua carriera professionistica conquistando il titolo mondiale WBA vincendo ai punti contro Byron Mitchell. Perse anche questo titolo nel 2004.
La sua carriera terminò definitivamente nello stesso anno. Vinse tutti i 34 incontri disputati.

## Palmarès da professionista
- 1998-2004 Titolo Mondiale IBF.
- 2003-2004 Titolo Mondiale WBA.